# Diatonisch Nieuwsblad
Het Diatonisch Nieuwsblad (DN) is het kwartaalblad voor de liefhebbers van diatonische / wisseltonige muziekinstrumenten met doorslaande tongen, zoals trekharmonica, mondharmonica, Engels-Duitse concertina en bandoneon.
Het Diatonisch Nieuwsblad is het enige blad dat uitsluitend aan deze instrumentgroep is gewijd. Het nul-nummer verscheen in 1983 (onder de naam Hottevot). De reguliere uitgave startte in mei 1984 en in maart 2016 verscheen de 120e editie. Het wordt gelezen door zo’n duizend liefhebbers. Het tijdschrift werd geboren in het kielzog van de bloeiende folkrevival die in de jaren zeventig van de 20ste eeuw in Nederland en andere landen was ontstaan.
In maart 2024 vierde het Diatonisch Nieuws het 40-jarig bestaan (1984-2024) met een jubileumnummer. Het was de 148ste editie, deze keer uitgegeven met een extra dik katern vol feestelijke bladmuziek.

## Doelgroep
De lezersgroep van het DN wordt gevormd door zowel professionele spelers als door amateurs, die voor persoonlijk plezier of in samenspeelgroepen, deze instrumenten bespelen. Het verspreidingsgebied kan worden beschreven als Nederland, Vlaanderen en expats in de rest van Europa.